# خداحافظ، اری
خداحافظ، اری (به انگلیسی: Goodbye, Eri)⁪ (ژاپنی: さよなら絵梨 هپبورن: Sayonara Eri) یک مانگا وان شات ژاپنی است که توسط تاتسوکی فوجیموتو نوشته و تصویرگری شده که در آوریل ۲۰۲۲ در وب سایت شونن جامپ+ منتشر شد و در ژوئیه ۲۰۲۲ به صورت چاپی منتشر شد.

## داستان کامل
یوتا ایتو برای تولدش یک گوشی هوشمند دریافت می‌کند. مدت کوتاهی پس از باز کردن هدیه‌اش، مادر بیمار لاعلاج یوتا از او می‌خواهد که از او فیلم بگیرد و در صورت مرگش فیلمی دربارهٔ او بسازد. مادر یوتا می‌میرد و فیلم را برای اولین بار در مدرسه اش نمایش می‌دهد اما تصمیم می‌گیرد به جای نشان دادن مرگ مادرش، خود را در حال فرار از بیمارستان در حال انفجار نشان دهد. فیلم یوتا مورد تمسخر شدید هم کلاسی‌هایش قرار می‌گیرد و پس از آزار و اذیت زیاد و طرد شدن، تصمیم می‌گیرد با پریدن از پشت بام بیمارستان مادرش خودکشی کند ولی توسط دختری به نام اری متوقف می‌شود.
اری عاشق فیلم او بوده و از او می‌خواهد فیلم دیگری بسازد. این دو با هم کار می‌کنند تا فیلم را به ثمر برسانند و پس از صحبت‌های بسیار تصمیم می‌گیرند فیلم را به صورت نیمه‌مستند دربارهٔ خودشان بسازند ولی همراه با اغراق‌های مختلف و عناصر تخیلی مثلاً ایده خون‌آشام شدن اری در طول فیلم.
یوتا و اری با گذشت زمان بیشتر به هم نزدیک تر می‌شوند تا اینکه در حالی که آن دو در ساحل بازی می‌کردند، اری بیهوش می‌شود. معلوم می‌شود که اری نیز مانند مادر یوتا دارای بیماری لاعلاج است. یوتای افسرده از تلاش برای پیشرفت بیشتر در فیلمش دلسرد می‌شود. با این حال، پدرش او را تشویق می‌کند که ادامه دهد. در ادامه مشخص می‌شود که مادر یوتا در واقع نسبت به پسر و شوهرش بدرفتاری کرده و فیلمی که یوتا را مجبور به ساخت آن کرده تلاشی بود تا در صورت زنده ماندن، از بیماری خود بهره ببرد یا در صورت مرگ، با دیدی مثبت از او به یادگار بماند.
یوتا و اری فیلم خود را کامل می‌کنند، اندکی قبل از مرگ اری. یوتا فیلم جدیدش را در مدرسه به نمایش می‌گذارد که این بار با تمجید مواجه می‌شود. یوتا بعداً با یکی از دوستان اری روبرو می‌شود و آن دو اعتراف می‌کنند که اری فرد ایده‌آلی برای فیلم نبوده ولی هر دو ترجیح می‌دهند که دوست مشترک خود را با یاد نیک به یاد بیاورند.
از آن زمان، یوتا با وسواس زیاد تصمیم می‌گیرد تا فیلم اری را بازسازی کند. سال‌ها بعد، یوتا که بالغ شده، در یک تصادف رانندگی همسر، فرزند و پدرش را از دست می‌دهد. یوتا با از دست دادن اراده‌اش برای ادامه زندگی، یک بار دیگر تصمیم می‌گیرد در اتاق نمایشی که او و اری در آن فیلم می‌دیدند، اقدام به خودکشی کند. با رسیدن به آنجا، یوتا اری را زنده و جوان پیدا می‌کند و نشان داده می‌شود که اری واقعاً یک خون‌آشام بوده که بارها و بارها با از دست دادن حافظه اش، زندگی ابدی دارد. یوتا با اری خداحافظی می‌کند و در حالی که ساختمان را ترک می‌کند، مانند پایان فیلم مادرش منفجر می‌شود که واقعی بودن اتفاقات را مبهم می‌کند و معلوم نمی‌شود کدام وقایع داستان واقعی بودند.